# Yicheng (Linfen)
Der Kreis Yicheng (chinesisch 翼城县, Pinyin Yìchéng Xiàn) ist ein Kreis der chinesischen bezirksfreien Stadt Linfen in der Provinz Shanxi. Er hat eine Fläche von 1.160 km² und zählt 264.181 Einwohner (Stand: Zensus 2020).
Für Yicheng gilt seit Beginn der Ein-Kind-Politik Chinas eine Ausnahme: Jedes Paar darf dort zwei Kinder bekommen. Trotzdem ist die Bevölkerung Yichengs von 1985 bis 2010 nicht stärker gewachsen als die der Provinz; das Geschlechterverhältnis von Neugeborenen ist anders als im Rest Chinas im natürlichen Rahmen.